# La voce dell'amore (Natale Galletta)
La voce dell'amore è il nono album di Natale Galletta, pubblicato nel 1989.

## Tracce
1. Tutt'e sere 'o stesso posto
2. Questo amore
3. Gelosa 'e me
4. ...e ancora nun ce credo
5. Buon compleanno
6. Io e te cient'anne ancora
7. Nun vivo senza 'e te
8. Noi due un corpo e un'anima
9. Nu juorno nuovo
10. Rosa d'amore
11. Ti sbuccerei come una mela